# Mikroton
Mikroton, mikrointerwał – jednostka miary w muzyce; interwał mniejszy od półtonu, np. ćwierćton.
W europejskiej muzykologii termin rozpowszechnił się w XX wieku, od kiedy tamtejsi kompozytorzy zaczęli częściej eksperymentować z systemami dźwiękowymi innymi niż równomiernie temperowany. Interwały mniejsze od półtonu używane były świadomie od starożytności, m.in. w Grecji i Indiach. Mikrotony obecne były i są w kulturze muzycznej Bliskiego Wschodu, gdzie wykształciły się podziały oktawy na 36, 53, 68 i 72 interwałów.
Prekursorami wykorzystania mikrotonów w amerykańskiej i europejskiej muzyce XX wieku byli Charles Ives, Béla Bartók oraz Ernest Bloch. W 1923 August Förster skonstruował w Pradze fortepian wyposażony w dwie klawiatury – jedną standardową, a drugą przesuniętą względem niej o ćwierć tonu. Joseph Yasser opracował skalę 19-interwałową, Adriaan Fokker – 31-interwałową. Muzykę opartą na mikrotonach komponowali m.in. Alois Hába, Andrzej Panufnik, Julián Carrillo, Witold Lutosławski, Krzysztof Penderecki, Harry Partch, La Monte Young, Bogusław Schaeffer, Karol Szymanowski oraz Ben Johnston.